# جزیره کوپر
جزیره کوپر (به انگلیسی: Cooper Island) یک جزیره و منطقه حفاظت‌شده در بریتانیا است که در جزایر جورجیای جنوبی و ساندویچ جنوبی واقع شده‌است.

## خصوصیات
جزیره کوپر ۰ نفر جمعیت دارد و ۴۱۶٫۰۶ متر بالاتر از سطح دریا واقع شده‌است.